# Thomas Gillier
Thomas Clemente Philippe Gillier Correa (* 28. Mai 2004 in Santiago) ist ein chilenischer Fußballtorwart.

## Karriere

### Verein
Thomas Gillier kam im Alter von zwölf Jahren in die Jugend von Universidad Católica und wurde im Juli 2023 nach dem Abgang von Torwart Matías Dituro in die Profimannschaft befördert. Er debütierte im Februar 2024 gegen Ñublense, nachdem Stammtorwart Sebastián Pérez keine guten Leistungen gezeigt hatte. Gillier überzeugte mit guten Leistungen und wurde neuer Stammtorwart.

### Nationalmannschaft
Gillier nahm mit der U20-Nationalmannschaft an den Südamerikaspielen 2022 und im Folgejahr an der U20-Südamerikameisterschaft teil.

## Sonstiges
Gillier ist Sohn eines französischen Politikwissenschaftlers und einer chilenischen Plastik-Künstlerin. Sein Vater verstarb im April 2023 und seine Mutter nur wenige Monate danach.